# 마춘구
마춘구(한국어: 마촌구, 중국어: 马村区, 병음: Mǎcūn Qū)는 중화인민공화국 허난성 자오쭤 시의 현급 행정구역이다. 넓이는 118km2이고, 인구는 2007년 기준으로 140,000명이다.

## 기후
연평균 기온은 14.5°C이고 연평균 강수량은 600mm이다.

## 행정 구역
7개 가도를 관할한다.
- 가도: 马村街道, 北山街道, 冯营街道, 九里山街道, 待王街道, 安阳城街道, 演马街道.